# Wilkesboro
Wilkesboro är administrativ huvudort i Wilkes County i North Carolina. Orten har fått sitt namn efter John Wilkes. Enligt 2010 års folkräkning hade Wilkesboro 3 413 invånare.